# Суворово (Бабаевский район)
Суворово — деревня в Бабаевском районе Вологодской области.
Входит в состав Пожарского сельского поселения, с точки зрения административно-территориального деления — в Пожарский сельсовет.
Расстояние по автодороге до районного центра Бабаево — 73 км, до центра муниципального образования деревни Пожара — 3 км. Ближайшие населённые пункты — Ананино, Дийково, Огрызово.
По переписи 2002 года население — 45 человек (19 мужчин, 26 женщин). Преобладающая национальность — русские (96 %).